# Jugabilidad del rugby

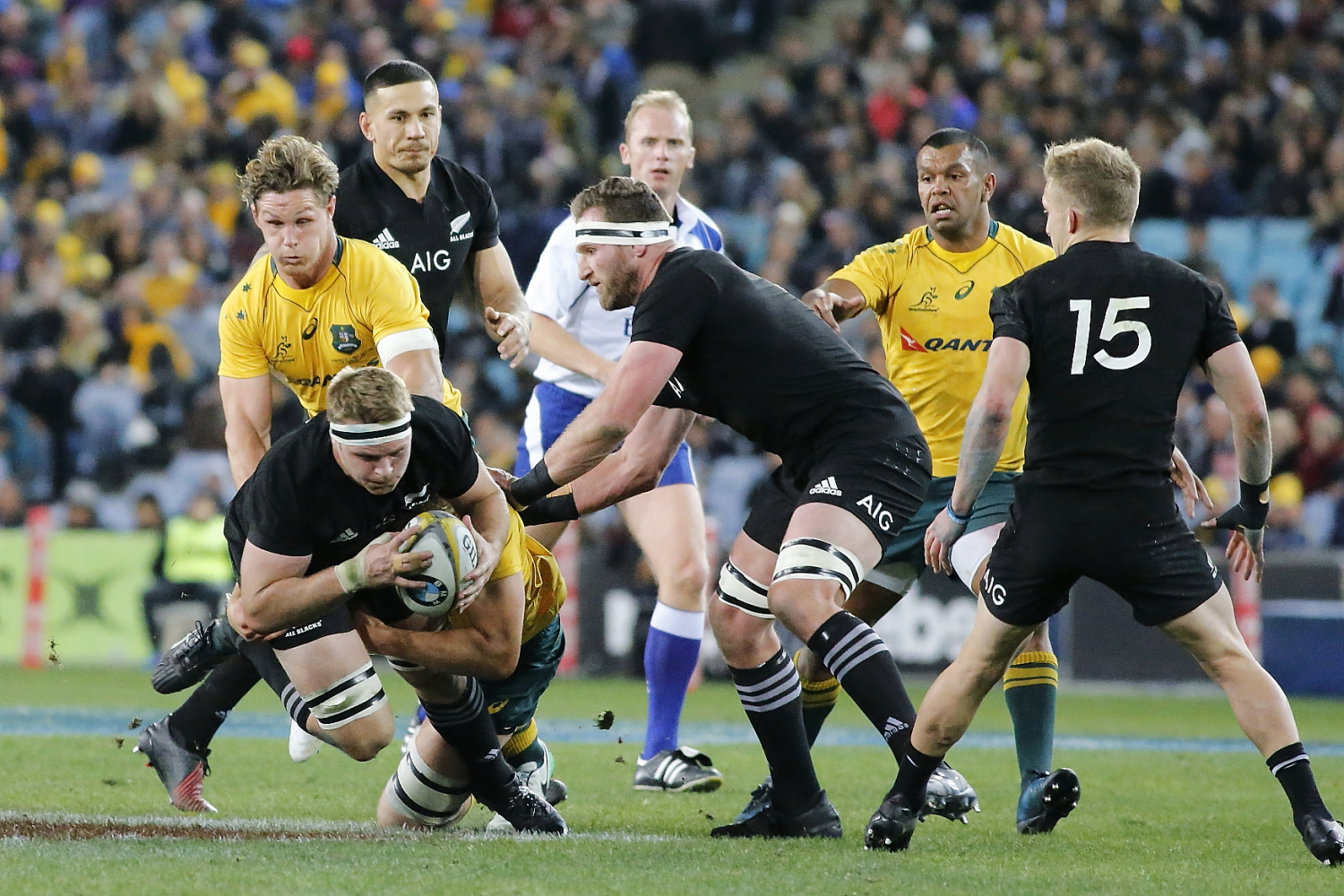
El rugby es un deporte de contacto.

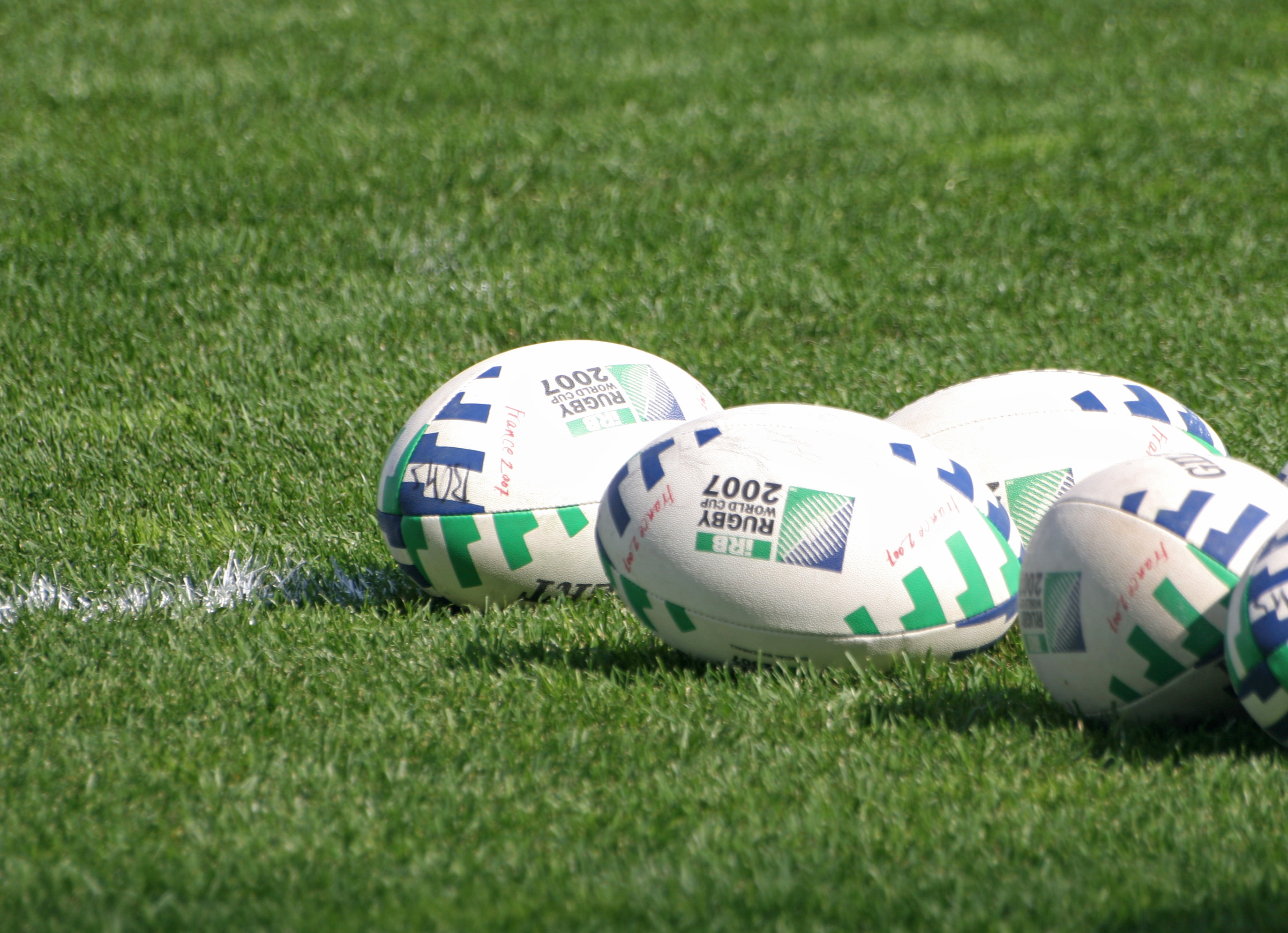
Balones en Francia 2007.

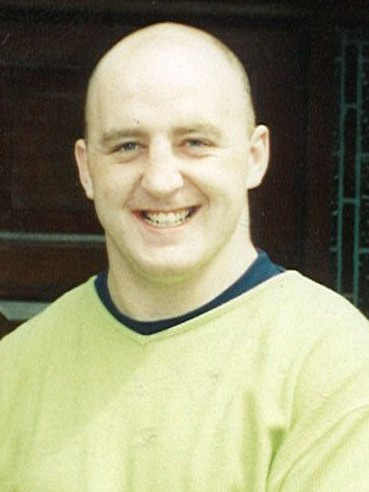
Keith Wood fue un hooker.

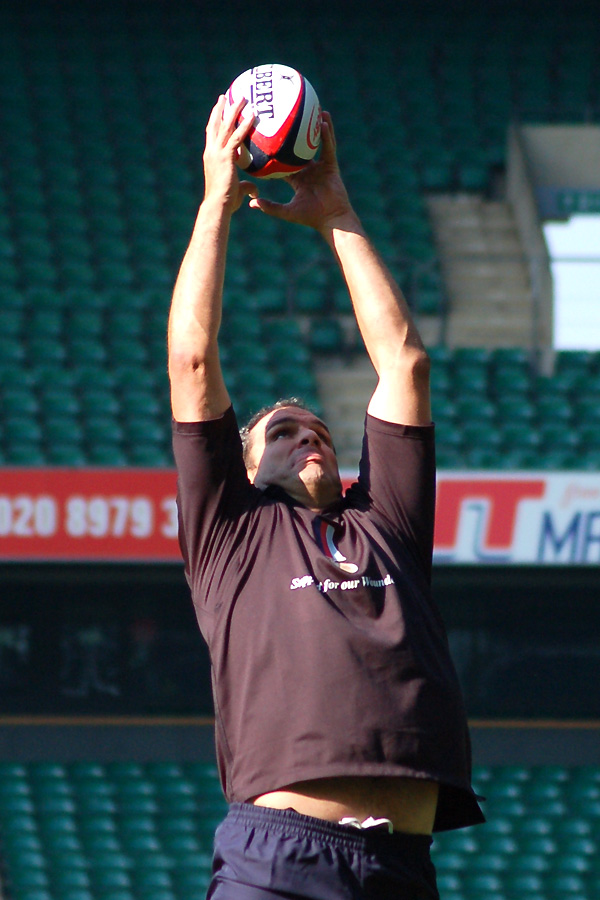
Martin Johnson fue un segunda línea.

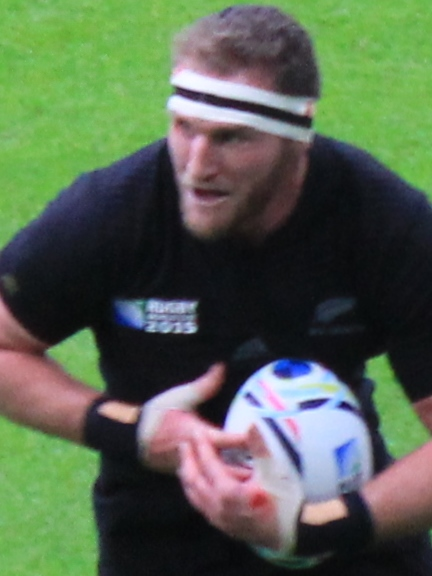
Kieran Read es un octavo.

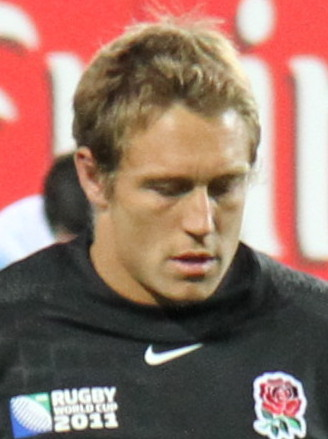
Jonny Wilkinson fue un apertura.

La jugabilidad del rugby es simple, se trata de un deporte de contacto disputado por dos equipos de 15 jugadores cada uno, que buscan anotar más puntos que el rival para ganar el partido. Los puntos pueden obtenerse marcando tries, su respectiva conversión y drops, pero también al anotar penales tras una infracción.
Las medidas del balón y del terreno, las sanciones y las reglas son control de World Rugby.

## Campo de juego
El terreno es de césped aunque puede jugarse con ausencia del mismo o sobre nieve. Las medidas de la cancha son 100 m de largo (puede ser entre 90-120 m) y 50 de ancho (puede ser hasta 70 m).

### Tiempo
Dadas las medidas del terreno y el desgaste físico del rugby, el tiempo de un partido de rugby es de 80 minutos. Existen dos tiempos, cada uno de 40 minutos, un entretiempo de 10 minutos y finalmente la muerte súbita: se inicia en el minuto 80, a partir de aquí un knock off, una retención de balón, un try, un drop o la salida del balón por el lateral; finalizan el partido.

## Posiciones
Todos los jugadores de un equipo pueden marcar puntos. Se separan en 8 forwards y 7 backs, los primeros se caracterizan por su tamaño físico puesto que deben realizar el scrum, embestir y proteger el balón. Los backs tienen un tamaño menor que los forwards porque son veloces, hábiles con el balón y se encargan de distribuirlo a lo largo del terreno.

### Forwards
Se dividen en 3 líneas por su ubicación en el scrum, pero su función es la misma: avanzar y proteger el balón.
Primera línea: tienen un peso superior a 110 kg y son muy fuertes físicamente. Hay dos Pilares; deben medir más de 1.83 m y son las camisetas 1 y 3. El Hooker es más bajo que los pilares para una mejor estructura en el scrum, es la camiseta 2 y él arroja el balón en el line-out.
Segunda línea: son los jugadores más altos del equipo, deben superar el 1.95 m y los 100 kg. Los Segunda línea son las camisetas 4 y 5.
Tercera línea: hay dos Alas que son las camisetas 6 y 7, son rápidos, buenos tackleadores, miden más de 1.80 y su peso mínimo es 95 kg. El Octavo lleva la camiseta 8, es el jugador más fuerte del equipo; por ello mide más de 1.90 m, su peso es superior a los 105 kg y es consistente.

### Backs
Ellos no tienen medidas de talla pero se usa la siguiente ecuación: a los centímetros deben agregarse 10 y este es el peso ideal, ejemplos: 1.70 m= 80 kg, 1.86 m=96 kg. Los backs son habilidosos con y sin el balón.
Bisagra: se le llama así a las camisetas 9 y 10. El Medio scrum (9) es el jugador más bajo del equipo puesto que debe ser veloz y juega con el balón en el suelo porque se encarga de pasar desde los mauls, rucks y scrums, además es muy inteligente para decidir rápido la estrategia de ataque. El Apertura (10) es el mejor pateador para hacerlo cuando mejor lo considere y se encarga de decidir las jugadas de los backs.
Centro: las camisetas 12 y 13 son los Centros. Deben ser buenos tackleadores porque defienden el ancho del terreno y hábiles de fintas para quebrar la defensa.
Defensores: los Wings (camisetas 11 y 14) juegan por las bandas, son los más rápidos del equipo y tacklean bien porque son los últimos hombres de la defensa. El Fullback es el guardameta del equipo, tiene la máxima responsabilidad en la defensa porque la organiza, es el obstáculo final para los atacantes contrarios y debe ser: el mejor tackeador del equipo, excelente pateador, con gran lectura de juego para atacar en el mejor momento y una enorme frialdad para defender; usa la camiseta 15.

## Juego

### Pases
Los pases solo pueden ser para atrás o lateralmente, hacia adelante es infracción y esta es la regla más importante del rugby.
2–1: cuando hay dos atacantes contra un defensor; quien lleva el balón debe recibir el tackle y pasar, anulando así al defensor.
Zeppelin: se hace girar el balón para lograr más distancia y velocidad.
Revert: el pase es usando la fuerza de una muñeca, es rápido pero muy corto. Se usa como distracción para cambiar el sentido.

#### Knock on
El balón no puede caer al suelo si va para adelante y tocó las manos o los brazos del jugador que no pudo atrapar el balón: es una infracción y se penaliza con un scrum. Excepción: puede usarse las manos para obstruir una patada y en este caso no hay knock on.

### Patadas
La regla es que siempre los jugadores que corran a buscar el balón deben estar por detrás del pateador para evitar la posición adelantada.
Al cajón: se denomina así cuando se patea al fondo del terreno y este no está cubierto por los rivales.
A despejar: consiste en patear el balón lo más lejos posible, siempre buscando el lateral y se usa como movimiento defensivo.
Bomba: es cuando se patea corto pero muy alto para evitar la defensa y lograr una oportunidad de ataque aunque es dividida en las posibilidades.
Rastrón: aquí la trayectoria del balón es al ras del suelo. Se usa en ataque, cuando hay muchos defensas rivales y ninguno de ellos cubre el fondo.

### Tackle
Otras formas de derribar a un oponente es colgarse, empujarlo, el tackle francés o tomarlo de la camiseta. Pero ninguna de estas son tackle, por lo tanto el rival puede levantarse y continuar corriendo.

### Posición adelantada
En los rucks, la linea de ventaja marca el límite en el que pueden estar los defensores: se constituye por el pie del último jugador en posición del balón. Cuando el medio scrum retira el balón, se acaba la línea de ventaja.

## Puntos
Se marca un try cuando se apoya el balón dentro del in-goal: vale 5 puntos. Un drop es una patada especial, debe pasar por encima del travesaño y por dentro de los postes de la H: vale 2 puntos.

### Penales
Valen 2 puntos. El pateador tiene un minuto para iniciar la patada, pasado el plazo los rivales pueden correr a obstruirle.